# Parochthiphila intermedia
Parochthiphila intermedia är en tvåvingeart som först beskrevs av Tanasijtshuk 1970.  Parochthiphila intermedia ingår i släktet Parochthiphila och familjen markflugor. Inga underarter finns listade i Catalogue of Life.